# Maria Kanellis
Maria Louise Kanellis (Ottawa (Illinois), 25 februari 1982) is een Amerikaans professioneel worstelaarster die actief was in de World Wrestling Entertainment (WWE).
Maria treedt daarnaast regelmatig op in het trainingsgebied van de WWE, Ohio Valley Wrestling. In OVW is Maria betrokken geweest in verschillende feuds.

## Carrière
Maria was een deelnemer aan de reality-tv-show Outback Jack die in Nederland door Yorin uitgezonden werd. Daarin werd getoond dat ze op zoek was naar liefde. Hoewel ze tot de drie laatste overblijvers behoorde, werd ze niet gekozen.

### World Wrestling Entertainment

#### 2004
Maria heeft meerdere keren gewonnen bij schoonheidswedstrijden voordat ze deelnam aan de RAW Diva Search in 2004 voor 250.000 dollar. Ondanks het feit dat ze de Search niet won, werd ze wel aangenomen omdat ze indruk had gemaakt op de fans.
Maria werd op televisie gebracht bij RAW als een interviewer achter de schermen. Ze kreeg een gimmick waarbij ze zich dom moest gedragen, omdat ze per ongeluk in een van de eerste interviews die ze afnam worstelaar Edge "The Edge" noemde. Dankzij deze gimmick is ze vaak betrokken bij komische situaties, vooral tijdens interviews met voormalige WWE Champion John Cena, Chris Jericho, Big Show en Mick Foley. Ze kreeg snel een reputatie als de onwetende RAW backstage reporter - ze lijkt altijd de verkeerde vragen te stellen waardoor ze WWE Superstars en diva's zowel vermaakt als irriteert. Ondanks dat ze nog maar korte tijd in de WWE is, heeft ze een aantal memorabele momenten gekend, waaronder een interview met Eugene en William Regal nadat zij het World Tag Team Championship wonnen van La Resistance, omdat dit leidde tot het moment dat een blije Eugene Maria overgoot met chocolademelk als onderdeel van de viering na de match.

#### 2005
In 2005 begon Maria binnen en buiten de ring meer fysiek contact te krijgen. Ze nam deel in haar eerste officiële match op 10 januari tijdens Raw: ze streed tegen Christy Hemme in een Lingerie Pillow Fight, die ze verloor nadat ze door Lilian Garcia was geslagen met een kussen en vervolgens door Christy Hemme werd omgegooid.
In de aflevering van RAW op 31 oktober 2005 nam Maria deel aan een Halloween verkleedwedstrijd waar ze zich verkleedde als een engel. Ze ontving een goede reactie op haar deelname aan de wedstrijd, maar deze eindigde zonder winnaar toen Victoria en Mickie James begonnen te vechten. Maria hielp de andere diva's om Vince's Devils uit de ring te krijgen. Ze nam deel aan de Fulfill Your Fantasy Diva Battle Royal tijdens Taboo Tuesday 2005 voor het WWE Women's Championship, maar bleef niet lang in de strijd en werd als eerste geëlimineerd.
Op 14 november 2005 nam Maria deel in een Diva Battle Royal tijdens de Eddie Guerrero tribute RAW show. Maria stond in haar eentje tijdens het grootste deel van de match, en raakte alleen betrokken als ze de kans zag om een deelnemer te elimineren, een strategie die zeer succesvol bleek omdat ze zowel Jillian Hall als Victoria elimineerde. Op de editie van RAW op 28 november interviewde Maria de toenmalige RAW General Manager Eric Bischoff over zijn gedachten of hij wel of niet ontslagen zou worden. Daardoor werd ze in een match tegen Kurt Angle geplaatst. Maria werd neergegooid met de Angle Slam en ontving bijna de Ankle Lock, maar John Cena kwam naar de ring om haar te redden. Op 5 december 2005 tijdens RAW getuigde Maria in de rechtszaak tegen Eric Bischoff als General Manager. Ze vroeg eerst aan Mick Foley om haar te ondervragen met Mr. Socko, voordat ze buitengewoon intelligent antwoordde "Last week Bischoff abused his power, and it’s this rash discourse that has led to a locker room of disdain and mutiny, and it should be grounds for his immediate dismissal."
Op de speciale feestdagenaflevering in december 2005, Tribute to the Troops, bezochten de RAW Superstars Afghanistan om voor de Amerikaanse soldaten op te treden. Zij en Candice Michelle versloegen Ashley Massaro en Trish Stratus in een Santa's Helper Diva Tag Team Match.

#### 2006
Tijdens de aflevering van Raw op 2 januari 2006 werd Maria in een match geplaatst met Victoria. Nadat Victoria een move in de hoek miste, rolde Maria haar op voor de winst. Daarna werd ze aangevalen door de Ladies in Pink maar werd gered door Ashley, die ze wegjaagde. Later die avond kondigde Vince McMahon een Gauntlet Bra & Panties Match aan voor New Year's Revolution tussen alle vijf de dames die eerder in de ring hadden gestreden. Tijdens New Year's Revolution kwam Maria als eerste de ring in voor de match en elimineerde Candice Michelle en Torrie Wilson voordat ze zelf door Victoria werd geëlimineerd. De match werd gewonnen door Ashley Massaro.
Op de editie van RAW op 6 februari 2006 vormde Maria een duo met John Cena (die haar eerder die avond zoende om haar te kalmeren omdat ze zenuwachtig was) om het op te nemen tegen Edge en Lita in het hoofdgevecht. Maria werd in elkaar geslagen door Lita, maar wist uiteindelijk de winst te pakken nadat een spear die voor Cena bedoeld was Lita raakte. Op 20 februari tijdens RAW nam Maria deel aan een Number One Contender Battle Royal Match voor de Women's Title. Maria versloeg Victoria samen met Ashley, maar werd geëlimineerd door Mickie James. Op 6 maart 2006 tijdens RAW, verloor Maria een singles match tegen Lita nadat ze een clothesline miste en het slachtoffer werd van Lita's snap DDT. Na de match maakte Edge zich klaar om Maria te spearen, maar Mick Foley rende naar de ring om haar te redden.
Maria presenteert ook het Kiss Cam onderdeel op WWE.com Unlimited.
Maria kreeg haar eerste kans voor het WWE Women's Championship in singles actie tijdens de editie van RAW op 10 april 2006, en werd de eerste persoon die de nieuw gekroonde kampioen Mickie James uitdaagde. In mei 2006 was Maria verwikkeld in een feud met Mickie James wat zelfs leidde tot de pinfall winst in een cheerleader tag match tegen de WWE Women's Champion.

#### 2010
Na een korte terugkeer naar de WWE in 2009 werd ze op 26 februari 2010 op staande voet ontslagen.

## In worstelen
- Finishers
  - Beautiful Bulldog (Running Bulldog)

- Signature moves
  - Bronco Buster
  - Seeing Star

- Managers
  - Santino Marella
  - Dolph Ziggler
  - Matt Hardy

## Kampioenschappen en prestaties
- Pro Wrestling Illustrated
  - PWI rangeerde haar # 21 van de beste 50 vrouwelijke singles worstelaars in de PWI Female 50 in 2008.

- World Wrestling Entertainment
  - Slammy Award
    - "Diva of the Year" (2009)

  - WWE 24/7 Championship

## Persoonlijk leven
Kanellis had een relatie met CM Punk. Het begon als een gerucht toen foto's van de twee verschenen op het internet waarop ze zoenden en knuffelden. De twee waren aan het daten sinds Maria's begindagen in OVW. In juni 2006 zei ze over deze relatie: "CM Punk and I have been dating for almost seven months. He's amazing. He's amazing in the ring, he's amazing out of the ring and he's amazing in our apartment." Buiten dit lijkt het alsof John Cena en Maria steeds closer worden tijdens RAW maar dit is allemaal kayfabe.

## Trivia
- Maria heeft verschillende schoonheidswedstrijden gewonnen en is van Griekse origine. Ze heeft aan de Northern Illinois Universiteit mode gestudeerd. Ze heeft een zusje van vijftien jaar oud - waarover Maria zegt dat als zij klaar is met high school, Maria zelf meer open zal staan voor de Playboy - en een broer die in het leger heeft gediend.

Ze heeft twee kleine X'jes getatoeëerd op elk van haar polsen. Een X op de handen staat meestal voor straight edge. Het kan mogelijk ook een referentie zijn naar haar voormalige vriend CM Punk die zowel in zijn worstelgimmick en in het echte leven straight edge is.
Maria's WWE entrance theme was "With Legs Like That", uitgevoerd door Zebrahead en was oorspronkelijk bedoeld voor Stacy Keibler. Het is een van de nummers op de WWE Wreckless Intent CD.